# CHU (授时台)
CHU是加拿大国家研究委员会国家测量标准研究所运营的短波授时台的呼号。 CHU的信号用于持续传播加拿大政府的官方授时信号，这些信号的所授权的时间来自于原子钟。

## 历史
无线电波可以准确、快速地传播时间信号。这在加拿大偏远地区的勘测中尤为重要，因为时间信号可以准确测定经纬度。1914年夏天，渥太华河流域大坝的一支勘测队试图接收从金斯敦发射的时间信号，但信号无法解析，于是改用了美国弗吉尼亚州阿灵顿NAA的时间信号。
该授时台于1923年由加拿大安大略省渥太华的天文台启动实验发射，呼号为9CC，一直试验到1928年。1929年1月开始，其呼号改以VE9OB在40.8米（约7.353MHz）波段上进行定期日间发射。 90米波段的连续发射始于1929年底，其他波段的发射也曾在实验中使用过。时间信号由天文台自己的摆钟产生。发射机振荡器采用电容器调谐，因此频率稳定性不高，直到1933年才采用石英晶体控制。
1938年，授时台呼号改为CHU，工作频率为3.33、7.335和14.67MHz，发射功率仅为10 W。载波上的1,000赫兹音调来自确定发射频率的石英振荡器，但秒脉冲仍来自天文台摆钟。 观测站每小时自动发送一次莫尔斯电码呼号，并通过脉冲编码来识别一天中的时间。由于CHU功率不够大，无法覆盖加拿大大部分地区，包括在北部工作的勘测队，因此观测站时间信号还由运输部一个功率为2千瓦的发射站发射。1947年，为三个频率安装了三台功率为300W的新发射机，并将其迁移到该站目前所在的农村地区。 1951年，一台额定功率为3千瓦的柯林斯发射机在7.335MHz上投入使用。
该电台的目的是为了授权准确的时间信息，尤其是向当地无法获得准确时间的农村和偏远地区授权时间。该站还率先使用微波和卫星通信向偏远地区传输信号。
最初，授时台发出的信号是恒定的，以摩尔斯电码在脉冲模式下播报时间。20世纪30年代，增加了通过摩尔斯电码识别电台的功能。 由于在恶劣电磁波条件下，人耳翻译简单的时间电码有时也很困难，因此，1952年，CHU使用法国Ateliers Brillié Frères公司制造的设备，增加了语音播报时间和站点标识的功能。加拿大驻巴黎大使馆的Fredrick Martin Meach用英语录制了时间播报，并将其存储在摄影胶片上，在天文钟的控制下播放。1960年，多米尼克天文台租用了Audichron公司生产的语音钟，取代了语音钟。新的英语语音广播由加拿大广播公司的Harry Mannis录制。双语广播始于1964年，由加拿大蒙特利尔广播公司的Miville Couture提供法语语音。授时台于20世纪90年代转用数字音频广播。
直到1959年，载波频率、音调频率和秒脉冲都来自独立的信号源，载波稳定性与任何商用短波发射机相同。分频链投入使用后，CHU的所有信号都来自西电公司的标准晶体振荡器，并通过与天文台时钟的连续比较来监测秒脉冲。到1978年，CHU发射信号的所有部分都来自NRC设计的铯束频率标准。
同样在1959年，14.67兆赫的发射机被一台新的20千瓦设备取代。到1971年，所有站址天线都换成了垂直天线。该站一直由天文台运营，直到1970年才移交给加拿大国家研究委员会的国家测量标准研究所。
2009年1月1日，CHU在7.335MHz的信号发射改至至7.85MHz频率发射。这一改变是必要的，因为在2003年世界无线电大会（WRC-03）上，国际电联对高频进行了全球重新分配，将7.3MHz范围重新分配给广播。后来，由于新西兰投诉该信号在其新频率上造成干扰，功率输出从10千瓦降至5千瓦。

## 发信系统
该站无人值守，配备有经过改装的20世纪60年代的10千瓦发射机，由位于蒙特利尔的国家研究委员会（NRC）总部远程控制。
CHU在3.33和14.67MHz上发射3千瓦信号，在7.85MHz上发射5千瓦信号。 选择这些非标准时间信号频率是为了避免WWV和WWVH的干扰。信号采用振幅调制，低边带被抑制（发射H3E信号）。三个频率同时播送相同的信息，包括每分钟一次的英语和法语交替播报。CHU发射台位于安大略省内，距渥太华中央商务区西南15公里（10英里）。
为发射机供电的系统是重复的，以确保可靠性，并具有电池和发电机保护功能。发电机也可为发射机供电。广播使用数字录音。每个频率都使用独立的垂直偶极子天线。在国际电信联盟的频段分配中，CHU长期以来一直作为“固定业务 ”获得许可。
截至2020年，CHU台站有三台原子钟，它们均装在特别的外壳中，以消除可能的电磁干扰，并与NRC总部的原子钟进行协同工作。
CHU通过邮寄QSL卡来确认听众的接收报告。

## 播报内容
普通情况下每秒播报的音频是300毫秒长的1,000赫兹音调。例外情况如下：
- 每分钟首秒播报的音频为0.5秒长的1,000赫兹音调。
- 每小时首秒播报的音频为1秒长的1,000赫兹音调，随后是9秒的静音。
- 每分钟的第29秒静音（无音调）。
- 每分钟的1至16 秒之间（每小时首分钟除外），CHU使用裂音来传输UT1和协调世界时 (UTC) 之间的差值。对于 +0.1至+0.8 秒的正DUT1值，第1秒至第8秒将被分频。对于-0.1至-0.8秒的负DUT1值，第9秒至第16秒被分频。
- 在31秒至39秒之间，每秒一次的音调被缩短为10毫秒的音频，此时同时传输数字时间码。CHU传输的数字时间码的格式可以用贝尔103兼容的300波特调制解调器解码[5]，CHU是目前唯一使用这种格式传输时间码的授时台。
- 在每分钟的最后9秒（第51秒至第59秒），每秒的音调再次缩短为10毫秒，同时CHU播放简短的语音电台标识，然后是下一分钟的语音UTC播报，法语和英语交替播报。法语播报音源来自于加拿大广播电台新闻主播Simon Durivage，在奇数分钟播送[2]；英语播报音源来自于已故加拿大广播公司电台播音员Harry Mannis，在偶数分钟播送[1]。

数字时间码使用8N2异步串行通信，以每秒300比特的速度发送10个字符。这遵循贝尔103标准，2,225赫兹的音调代表一个标记（1位），2,025赫兹的音调代表一个空格（0位）。10毫秒滴答声后，立即发送一个标记音，直到133.3毫秒，然后发送110个数据位，最后在500毫秒处结束。最后一个停止位被10毫秒的标记音延长，以确保其可被检测，而第二秒的最后490毫秒为静音。在第31秒期间，会传输附加信息（年份、DUT1、夏令时和闰秒警告位）。从第32秒到第39秒，每秒会传送两次从年到秒的时间信息。 
加拿大广播公司（CBC）的广播曾播出来自于CHU的“国家研究委员会时间信号”节目，会在北美东部时间每天中午于加拿大广播电台的 “Première Chaîne ”节目以及北美东部时间下午1点在加拿大广播电台的 “广播一台 ”节目中播出。该节目自1939年11月5日开始播出，2023年10月10日停播，是加拿大播出时间最长的广播节目。

## 信号覆盖现状
加拿大西部经常无法接收到CHU的任何广播信号。传播条件、发射机功率低，再加上距离渥太华通常有两次电离层跳变距离，导致加拿大西部的时间信号相对较弱。电磁干扰会进一步加剧西部城市地区的接收困难。
在加拿大西部大部分地区、努纳武特地区和西北地区，CHU在相当长的一段时间内都几乎无法接收。美国的WWV和WWVH台是加拿大西部的备用台。但在北极高纬度地区，美国短波时间站和CHU基本上都无法使用。加拿大没有长波时间信号发射台。根据WWVB公布的模式图，美国WWVB台是在北极西部地磁风暴期间获得精确时间的唯一电台。如果WWVB不可用，需要精确时间的人可以通过GPS等卫星获取。